# Óptica atômica
Óptica atômica (ou óptica de átomos) "refere-se a técnicas para manipular as trajetórias e explorar as propriedades de onda de átomos neutros". Experimentos típicos utilizam feixes de átomos neutros frios, movendo-se lentamente, como um caso especial de um feixe de partículas. Assim como um feixe óptico, o feixe atômico pode apresentar difração e interferência, e pode ser focalizado com uma placa de zona de Fresnel ou o espelho atômico
Para visões gerais abrangentes sobre óptica atômica, veja a revisão de 1994 por Adams, Sigel e Mlynek ou a revisão de 2009 por Cronin, Jörg e Pritchard. Mais bibliografia sobre Óptica Atômica pode ser encontrada na Carta de Recursos de 2017 no American Journal of Physics. Para óptica atômica quântica, veja a revisão de 2018 por Pezzè et al.

## História
A interferência das ondas de matéria atômicas foi observada pela primeira vez por Esterman e Stern em 1930, quando um feixe de Na foi difratado em uma superfície de NaCl. O curto comprimento de onda de Broglie dos átomos impediu o progresso por muitos anos até que dois avanços tecnológicos reavivaram o interesse: microlitografia, permitindo a fabricação de dispositivos pequenos e precisos, e resfriamento a laser, permitindo que os átomos fossem desacelerados, aumentando seu comprimento de onda de Broglie.
Até 2006, a resolução dos sistemas de imagem baseados em feixes atômicos não era melhor do que a de um microscópio óptico, principalmente devido ao desempenho deficiente dos elementos de focalização. Esses elementos utilizam pequena abertura numérica; geralmente, espelhos atômicos utilizam incidência rasante, e a reflexão cai drasticamente com o aumento do ângulo de incidência rasante; para uma reflexão normal eficiente, os átomos devem ser ultrafrios, e lidar com tais átomos geralmente envolve trampas magnéticas, magneto-ópticas ou ópticas.
No início do século XXI, publicações científicas sobre "nano-óptica atômica" abordam lentes de campo evanescente e espelhos ranhurados mostraram uma melhoria significativa. Em particular, pode-se realizar um holograma atômico.

## Livros
- Meystre, Pierre (2001). Atom Optics. Col: Springer series on atomic, optical, and plasma physics, 33. New York: AIP Press/Springer. ISBN 0387952748. OCLC 45962873 ASIN 0387952748
- Meystre, Pierre (2021). Quantum Optics Taming the Quantum. Col: Graduate Texts in Physics. [S.l.]: Springer International Publishing, Cham. ISBN 9783030761837. OCLC 1346683874. doi:10.1007/978-3-030-76183-7